# Macrochilo
Macrochilo é um gênero de traça pertencente à família Arctiidae.